# Marbois
Pour les articles homonymes, voir Marbois (homonymie).
Marbois est une commune nouvelle française, constituée le 1er janvier 2016 par la réunion des anciennes communes de Chanteloup,  du Chesne, des  Essarts et de Saint-Denis-du-Béhélan, située dans le département de l'Eure en région Normandie.

## Géographie

### Localisation
Marbois est située dans le triangle formé par les trois villes suivantes :
- Conches-en-Ouche ;
- Damville ;
- Breteuil.

Le triangle est formé des 3 routes D 840 / D 140 / D 833 qui joignent ces trois villes.
Elle se situe à 25 km d'Évreux, 80 km de Rouen, 140 km de Caen et 120 km de Paris.
En 2020, Marbois se trouve dans l'aire d'attraction des villes et la zone d’emploi d'Évreux, ainsi que dans le bassin de vie de  Breteuil.

### Communes limitrophes
| Le Lesme (comm. dél. de Sainte-Marguerite-de-l'Autel), Beaubray | Nagel-Séez-Mesnil, Nogent-le-Sec                               | Mesnils-sur-Iton (comm. dél. de Manthelon)         |
|                                                                 | Marbois                                                        | Mesnils-sur-Iton (comm. dél. du Sacq)              |
| Breteuil                                                        | Mesnils-sur-Iton (comm. dél. de Condé-sur-Iton et de Gouville) | Mesnils-sur-Iton (comm. dél. du Roncenay-Authenay) |

### Géologie et relief
La commune s'étend sur un plateau céréalier, le plateau de Saint-André.
Le relief est relativement plat, l'altitude variant de 149 à 194 mètres.
Les vastes étendues céréalières sont entrecoupées par des bois, friches et bosquets, et quelques patûrages.
On y trouve de nombreuses mares, tant au milieu des champs que dans les hameaux eux-mêmes, ce qui a présidé au choix du nom de ce groupement de communes[réf. nécessaire].

### Hydrographie
La commune est située dans le bassin Seine-Normandie. Elle n'est drainée par aucun cours d'eau,.

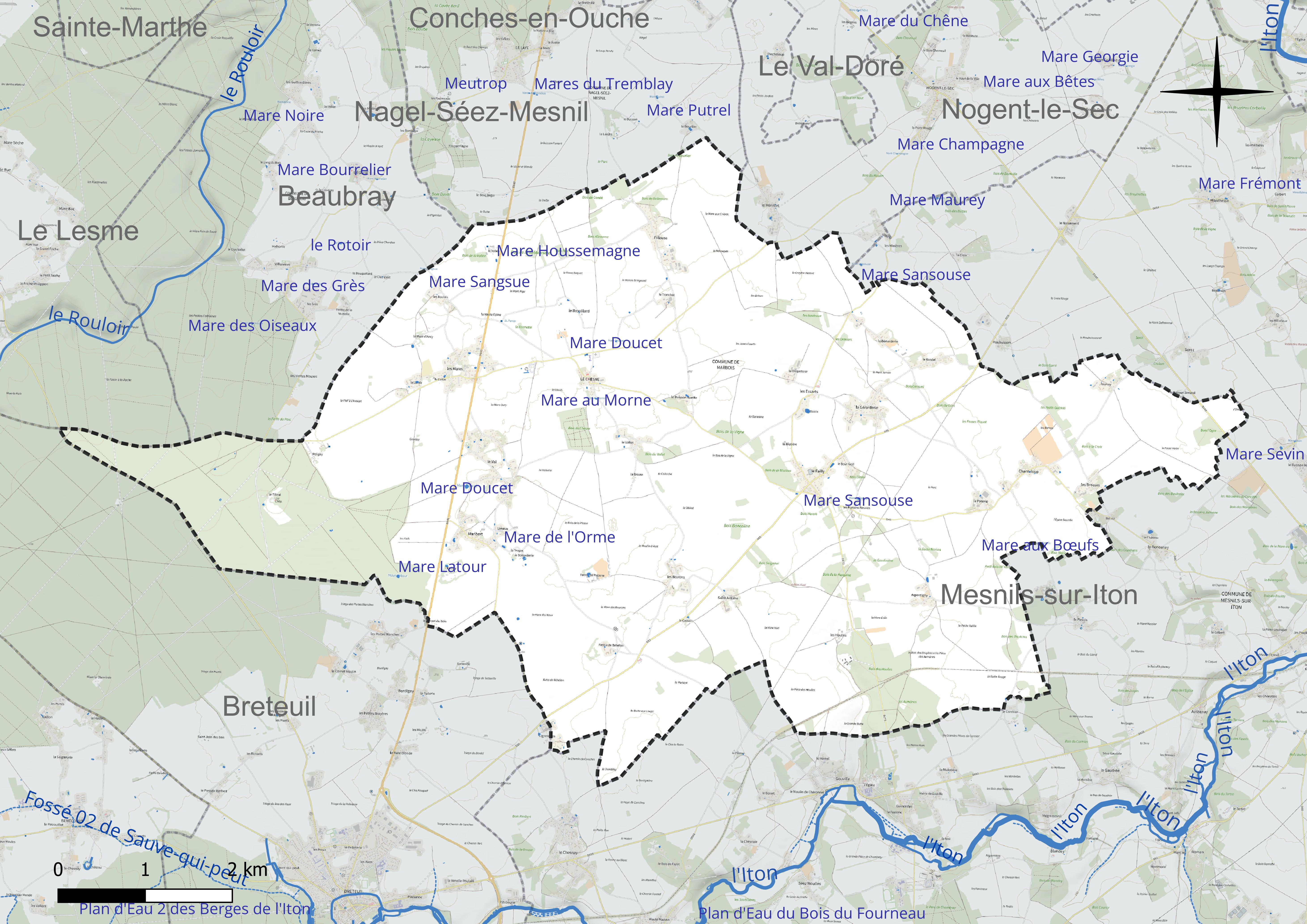
Réseau hydrographique de Marbois.

Huit plans d'eau complètent le réseau hydrographique : la mare au Morne (0 ha), la mare aux BÅ“ufs, d'une superficie totale de 0 ha (0 ha sur la commune), la mare de l'Orme (0,1 ha), la mare Doucet (0,2 ha), la mare Houssemagne (0,1 ha), la mare Latour (0,1 ha), la mare Sangsue (0 ha) et la mare Sansouse (0 ha),.

### Climat
Pour des articles plus généraux, voir Climat de la Normandie et Climat de l'Eure.
En 2010, le climat de la commune est de type climat océanique dégradé des plaines du Centre et du Nord, selon une étude du CNRS s'appuyant sur une série de données couvrant la période 1971-2000. En 2020, Météo-France publie une typologie des climats de la France métropolitaine dans laquelle la commune est exposée à un climat océanique et est dans la région climatique Sud-ouest du bassin Parisien, caractérisée par une faible pluviométrie, notamment au printemps (120 à 150 mm) et un hiver froid (3,5 °C). Parallèlement le GIEC normand, un groupe régional d’experts sur le climat, différencie quant à lui, dans une étude de 2020, trois grands types de climats pour la région Normandie, nuancés à une échelle plus fine par les facteurs géographiques locaux. La commune est, selon ce zonage, exposée à un « climat des plateaux abrités », correspondant aux plaines agricoles de l’Eure, avec une pluviométrie beaucoup plus faible que dans la plaine de Caen en raison du double effet d’abri provoqué par les collines du Bocage normand et par celles qui s’étendent sur un axe du Pays d'Auge au Perche.
Pour la période 1971-2000, la température annuelle moyenne est de 10,3 °C, avec  une amplitude thermique annuelle de 14,7 °C. Le cumul annuel moyen de précipitations est de 689 mm, avec 11,5 jours de précipitations en janvier et 8 jours en juillet. Pour la période 1991-2020, la température moyenne annuelle observée sur la station météorologique la plus proche, située sur la commune de Breteuil à 7 km à vol d'oiseau, est de 11,1 °C et le cumul annuel moyen de précipitations est de 698,2 mm,. Pour l'avenir, les paramètres climatiques de la commune estimés pour 2050 selon différents scénarios d’émission de gaz à effet de serre sont consultables sur un site dédié publié par Météo-France en novembre 2022.

### Milieux naturels et biodiversité
Après avoir constaté en 2016 la présence dans le bassin de rétention des eaux du Chesne de nombreuses espèces de batraciens protégées (tritons ponctués, marbrés, alpestres et grenouilles) et afin de contribuer à la création d’un espace de biodiversité dans le terrain situé à l’arrière de l’école Gaston Bachelard du Chesne, un premier aménagement a été réalisé pour permettre aux tritons de sortir du bassin  pour pouvoir hiberner dans un milieu de type haie, planté en 2021 sur un merlon créé à cet effet. Cette haie est prolongée en 2022 par des écoliers et lycéens avec l'aide financière du département.

## Urbanisme

### Typologie
Au 1er janvier 2024, Marbois est catégorisée commune rurale à habitat dispersé, selon la nouvelle grille communale de densité à 7 niveaux définie par l'Insee en 2022.
Elle est située hors unité urbaine. Par ailleurs la commune fait partie de l'aire d'attraction d'Évreux, dont elle est une commune de la couronne,. Cette aire, qui regroupe 108 communes, est catégorisée dans les aires de 50 000 à moins de 200 000 habitants,.

### Morphologie urbaine
Les habitations sont majoritairement des constructions individuelles, de type fermes, fermettes. Des pavillons sont venus s'y greffer. Du fait de sa situation près de Paris, il y a de nombreuses résidences secondaires. On compte trois églises, dont deux situées au milieu des champs, et une dans le bourg principal du Chesne. La salle des fêtes du Chesne côtoie la mairie, pendant que celle des Essarts se situe dans un hameau. On n'y trouve aucun ensemble immobilier.

### Habitat
| Logements                                        | Nombre en 2008 | % en 2008 | nombre en 2013 | % en 2013 | nombre en 2019 | % en 2019 |
| ------------------------------------------------ | -------------- | --------- | -------------- | --------- | -------------- | --------- |
| Total                                            | 529            | 100 %     | 587            | 100 %     | 611            | 100 %     |
| Résidences principales                           | 428            | 80,9 %    | 497            | 84,6 %    | 509            | 83,3 %    |
| Résidences secondaires et logements occasionnels | 68             | 12,9 %    | 60             | 10,3%     | 50             | 8,2 %     |
| Logements vacants                                | 33             | 6,2 %     | 60             | 5,1 %     | 52             | 8,5 %     |
| Dont :                                           |                |           |                |           |                |           |
| → maisons                                        | 519            | 98,1 %    | 582            | 99,1 %    | 607            | 99,3 %    |
| → appartements                                   | 3              | 0,6 %     | 1              | 0,2 %     | 1              | 0,2 %     |

### Lieux-dits, hameaux et écarts
Les quatre communes qui composent le regroupement sont essentiellement composées de hameaux plus ou moins denses :
- sur les Essarts : Arpentigny, le Failly, les Houlles, la Benarderie, la Gerarderie, le Rondel, la Poterie, le Bout Gelé ;
- sur Chanteloup : la Poterie, les Brosses, Maubuisson , Teurcey, le Village ;
- sur Le Chesne : le Vallet, le Buisson-Ruette, Frileuse, les Mares, le Val, le Tronchet ;
- sur Saint-Denis-du-Béhélan : Maribert, les Beurons, Saint-Antoine, Pelouse.

### Voies de communication et transports
La D 55 qui traverse la commune, relie directement Breteuil-sur-Iton à Évreux.
La D 45, partant de Damville, traverse la commune de part en part jusqu'au Chesne et rejoint la D 840.
Il n'y a pas de gare sur la commune, la plus proche étant située à Conches-en-Ouche, avec des dessertes vers Paris et Caen.
Des lignes d'autocars relient les quatre communes pour les transports scolaires. Il n'y a pas de transports en commun qui soient directement accessibles aux habitants.

## Toponymie
Ce nom de commune est un néo-toponyme, une création brute et n'est pas un héritage du passé. Il n'y a aucune histoire attachée au nom de Marbois. Il fut choisi parmi une liste de noms proposée aux habitants des quatre communes concernées, et fut entériné à la majorité des voix du peu de votes reçus. Il a pris effet au 1er janvier 2016. Cette appellation a été choisie par défaut, pour rappeler l’importance des mares et bois dans le territoire, les élus ayant initialement  proposé la création d'un nom d'un saint qui n'existait pas : saint Chesnard. Cela fut refusé par la préfecture, la compétence d'un nom de saint revenant au clergé.

## Histoire
Plusieurs communes émettent le souhait de se rassembler dans une commune nouvelle : 
- Chanteloup ;
- Le Chesne ;
- Les Essarts ;
- Saint-Denis-du-Béhélan.

Ce projet de création d'une commune nouvelle est adopté par chacun des quatre conseils municipaux,  aboutissant à l'arrêté préfectoral du 23 novembre 2015 qui créé la nouvelle commune pour une mise en place le 1er janvier 2016. Son chef-lieu est fixé au Chesne.
En 2016, 78 communes de l'Eure ont fusionné pour former 18 communes nouvelles, dont celle de Marbois, trouvant ainsi une réponse à la baisse des dotations de l'État.

## Politique et administration

### Rattachements administratifs et électoraux
À sa création, Marbois fait partie de l'arrondissement d'Évreux  du département de l'Eure, dont il est détaché le 1er janvier 2017 pour intégrer l'arrondissement de Bernay.
Pour les élections départementales, la commune fait partie depuis 2014 du canton de Breteuil
Pour l'élection des députés, elle fait partie de la première circonscription de l'Eure.

### Intercommunalité
Avant la fusion,  Chanteloup et Les Essarts étaient membres de la communauté de communes du Pays de Damville alors que Le Chesne et Saint Denis-du-Béhélan faisaient partie de la communauté de communes du canton de Breteuil-sur-Iton
Dans le cadre des dispositions de la loi portant nouvelle organisation territoriale de la République du 7 août 2015, qui prévoit que les établissements publics de coopération intercommunale (EPCI) à fiscalité propre doivent avoir un minimum de 15 000 habitants, ces intercommunalités ont fusionné avec leurs voisines pour former le 1er janvier 2017 la communauté de communes Interco Normandie Sud Eure dont Marbois est désormais membre.

### Liste des maires
| Période        | Période                        | Identité          | Étiquette | Qualité                                                                       |
| -------------- | ------------------------------ | ----------------- | --------- | ----------------------------------------------------------------------------- |
| 5 janvier 2016 | 10 janvier 2017                | Gilles Pinchon    |           | Maire du Chesne (2008 → 2015) Démissionnaire                                  |
| 3 mars 2017    | janvier 2018                   | Frédéric Thénard  |           | Entrepreneur Démissionnaire                                                   |
| janvier 2018   | En cours (au 23 novembre 2022) | Eric Wohlschlegel |           | Maire de Saint-Denis-du-Béhélan (2008 → 2015) Réélu pour le mandat 2020-2026, |

### Communes déléguées
| Nom                    | Code Insee | Intercommunalité                          | Superficie (km2) | Population (dernière pop. légale) | Densité (hab./km2) |
| ---------------------- | ---------- | ----------------------------------------- | ---------------- | --------------------------------- | ------------------ |
| Le Chesne (siège)      | 27157      | Communauté de communes Normandie Sud Eure | 17,61            | 591 (2013)                        | 34                 |
| Chanteloup             | 27145      | Interco Normandie Sud Eure                | 4,20             | 92 (2013)                         | 22                 |
| Les Essarts            | 27225      | Interco Normandie Sud Eure                | 15,18            | 448 (2013)                        | 30                 |
| Saint-Denis-du-Béhélan | 27532      | Communauté de communes Normandie Sud Eure | 9,55             | 205 (2013)                        | 21                 |

## Équipements et services publics
La municipalité envisage, afin de redynamiser le centre-bourg du Chessne, de  construire un ensemble municipal près de l’école, qui abriterait mairie, salle des fêtes et salle d’activités. La mairie actuelle pourrait alors abriter de futurs commerces comme une épicerie ou restaurant.

### Enseignement
L'école Gaston-Bachelard accueille 154 élèves pour l'année scolaire 2021-2022, répartis dans  2 classes maternelles et 4 classes élementaires. Elle est dotée d'une garderie et d'un restaurant scolaire.

### Équipements sportifs
La commune s'est dotée en 2022 d'un city-stade où l'on  peut pratiquer football, handball, badminton, volley et course à pied.

### Justice, sécurité, secours et défense
En 2022, la commune a acquis 10 radars pédagogiques installés sur les routes départementales qui traversent Marbois, afin de contribuer au respect des limites de vitesse et à la sécurité des habitants.

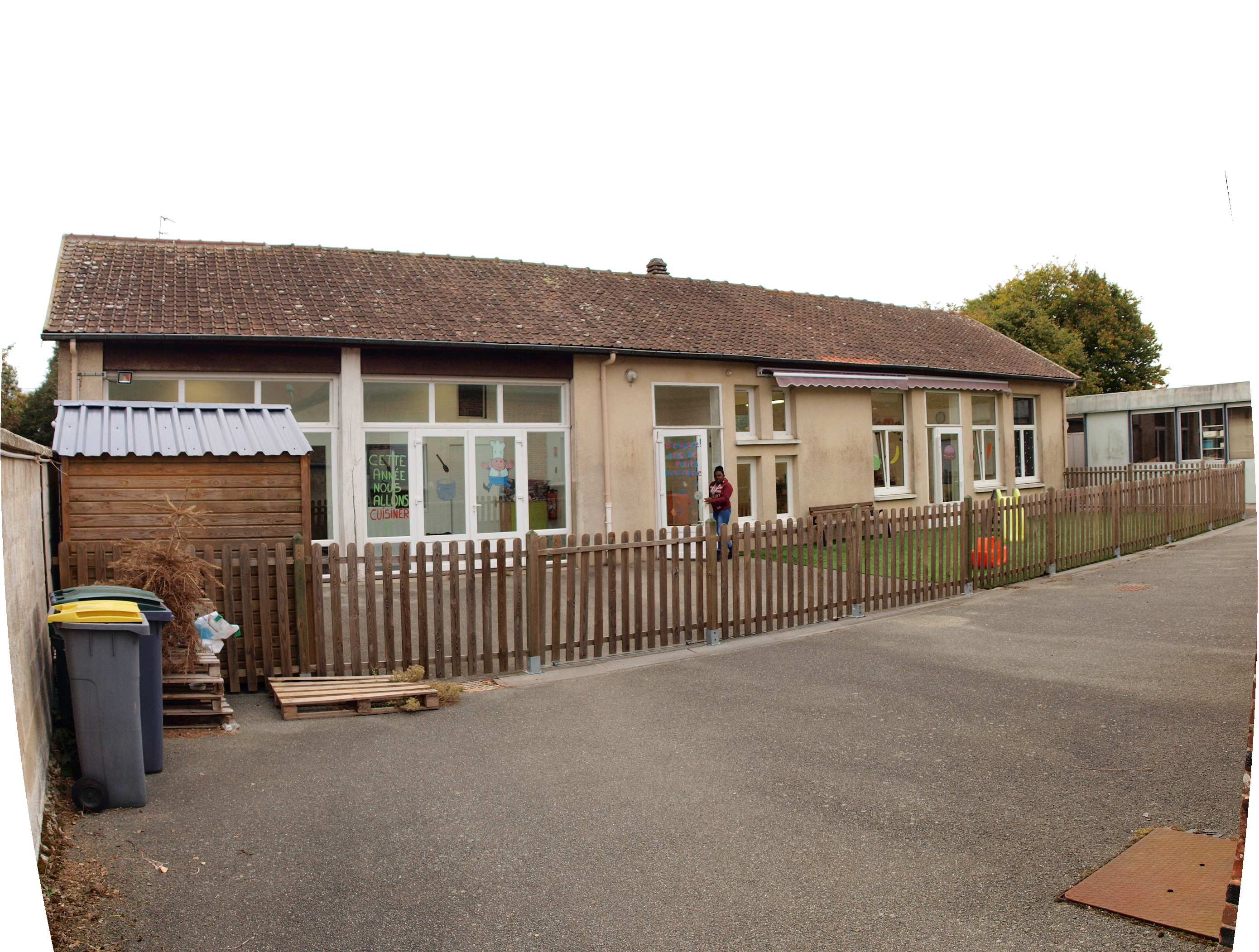
La crèche du Chesne
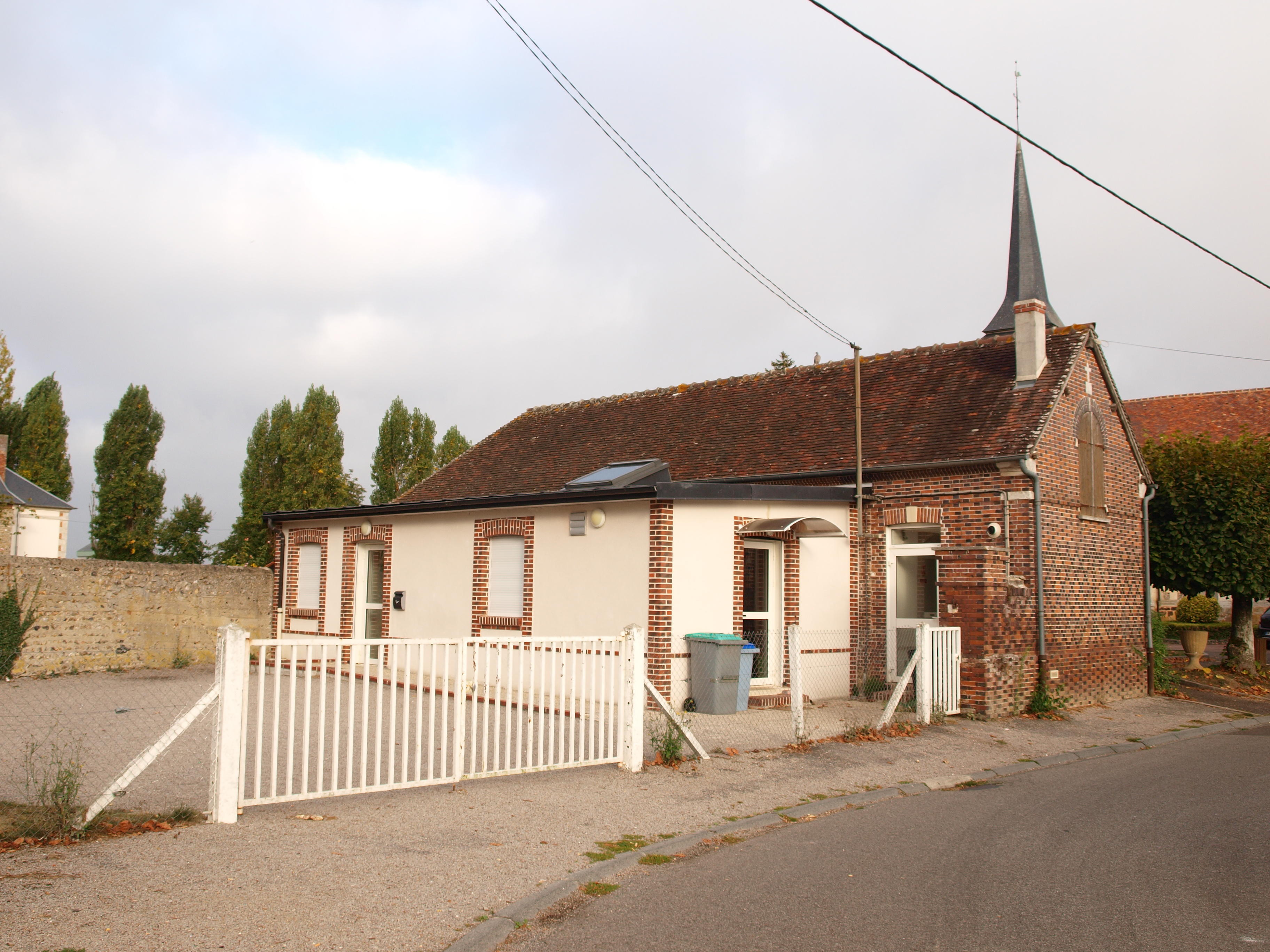
La salle des fêtes du Chesne

## Population et société

### Évolution démographique
| 1968 | 1975 | 1982 | 1990 | 1999 | 2008  | 2013  | 2018  |
| ---- | ---- | ---- | ---- | ---- | ----- | ----- | ----- |
| 682  | 688  | 762  | 846  | 898  | 1 120 | 1 336 | 1 326 |

En 2022,  Marbois compte plus de 400 enfants et adolescents de moins de 18 ans.

## Culture locale et patrimoine

### Lieux et monuments
- Marbois dispose de trois églises, deux situées au milieu des champs, et une dans le bourg principal du Chesne. Deux d'entre elles sont en mauvais état et la commune a engagé avec l'aide de la Fondation du patrimoine une souscription pour réaliser des travaux de préservation des églises des Essarts et de Saint-Denis-du-Béhélan[31].

Les églises
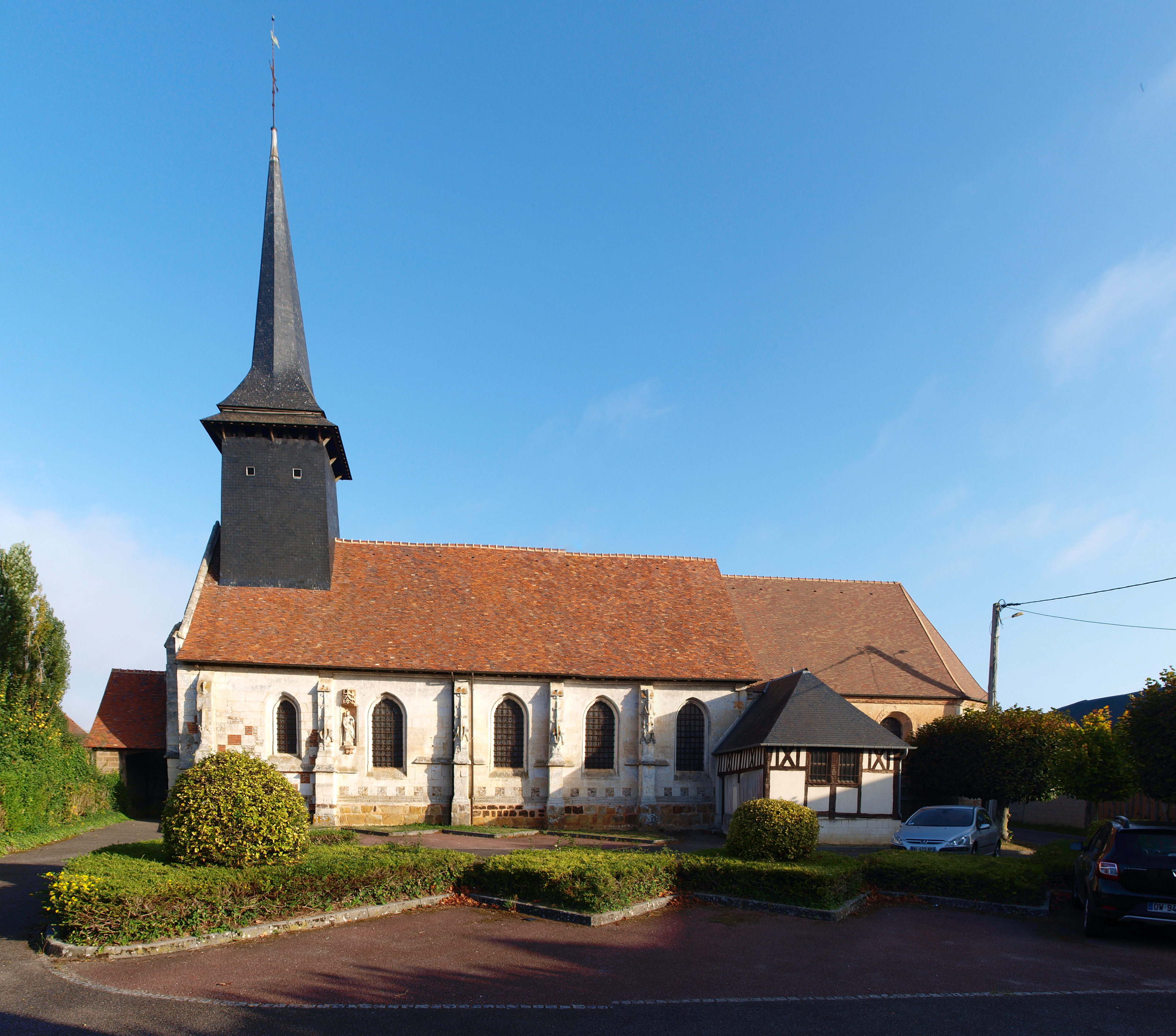
Le Chesne.
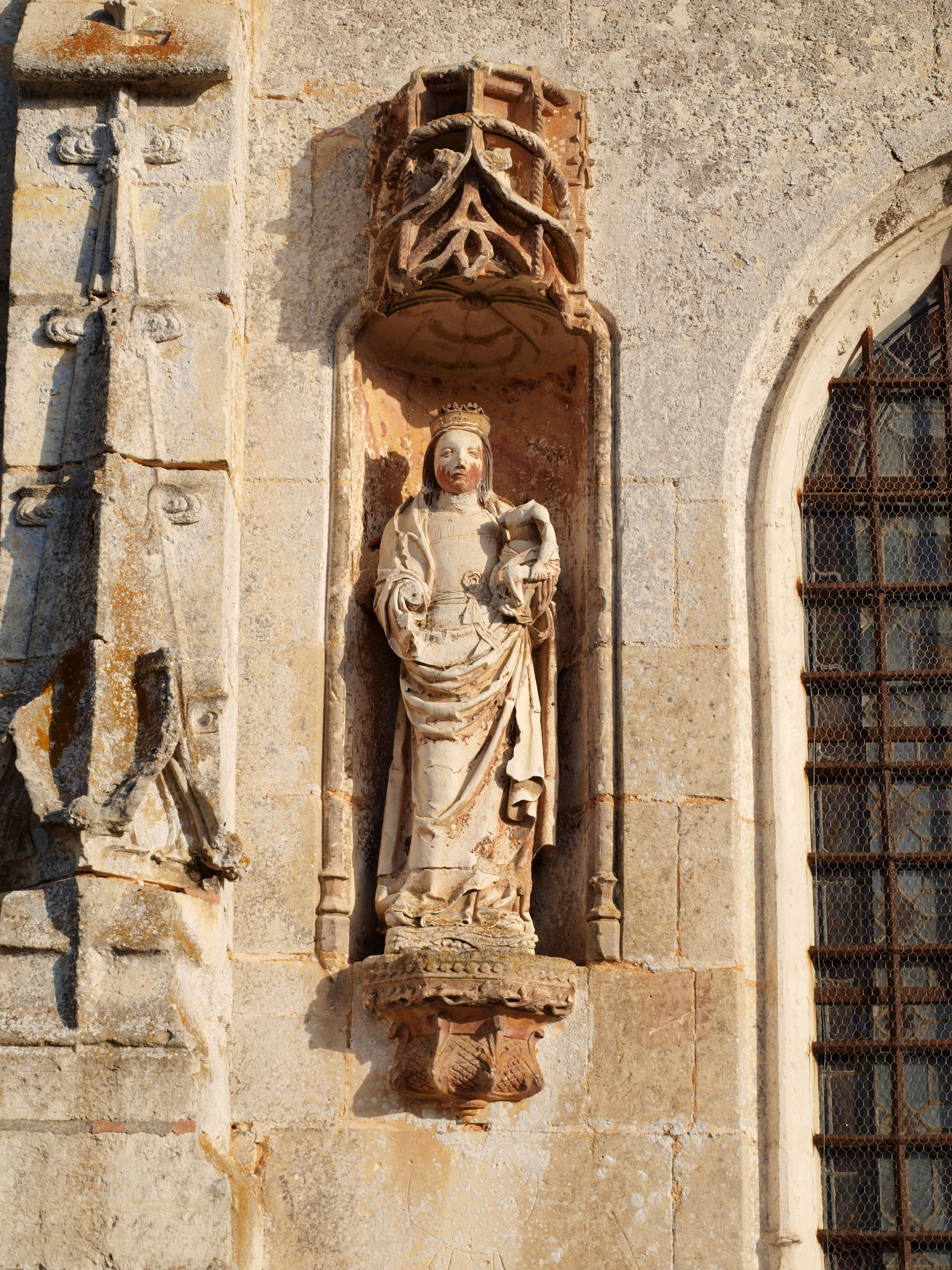
Le Chesne.
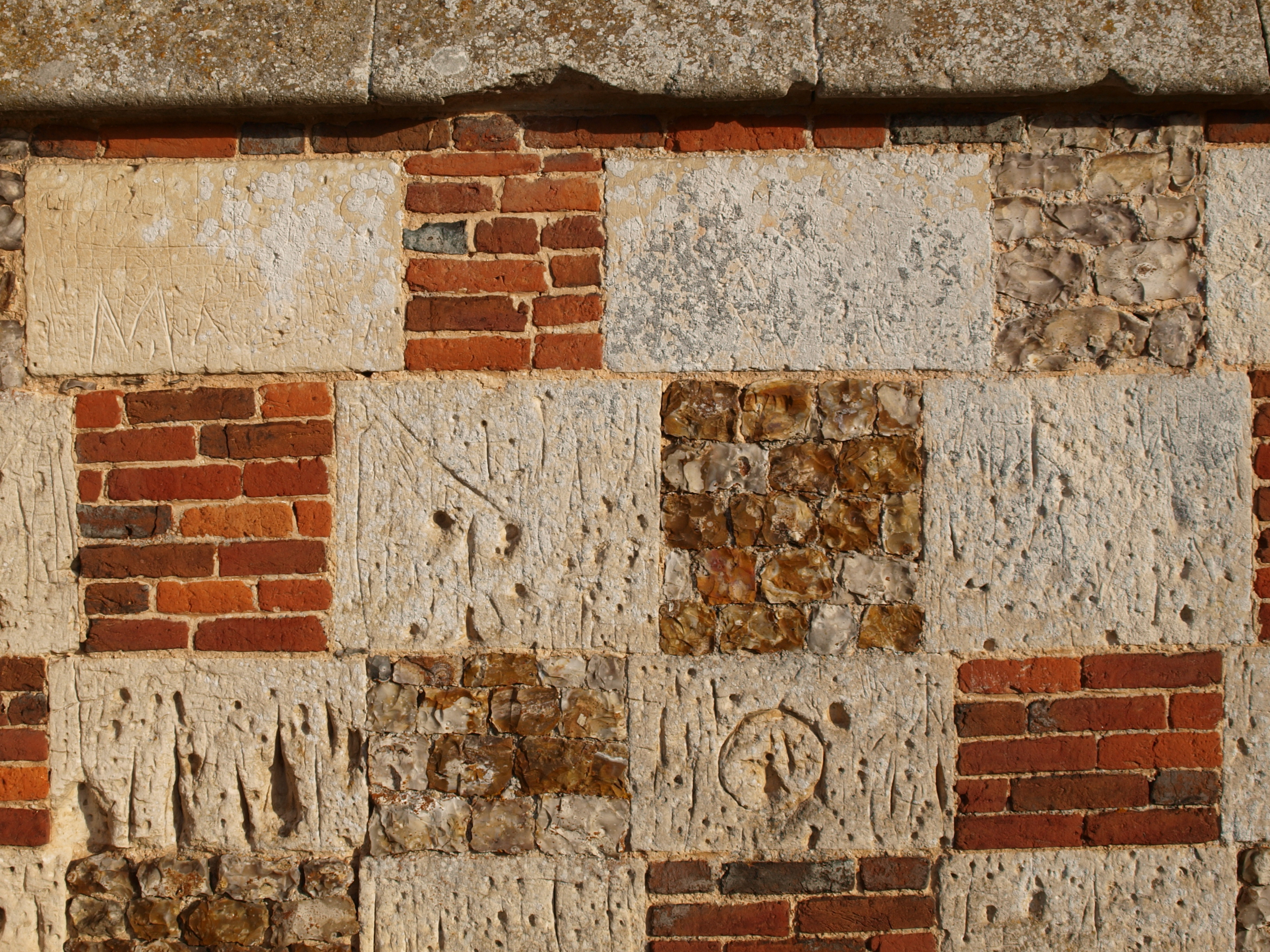
Le Chesne : détail de la maçonnerie.
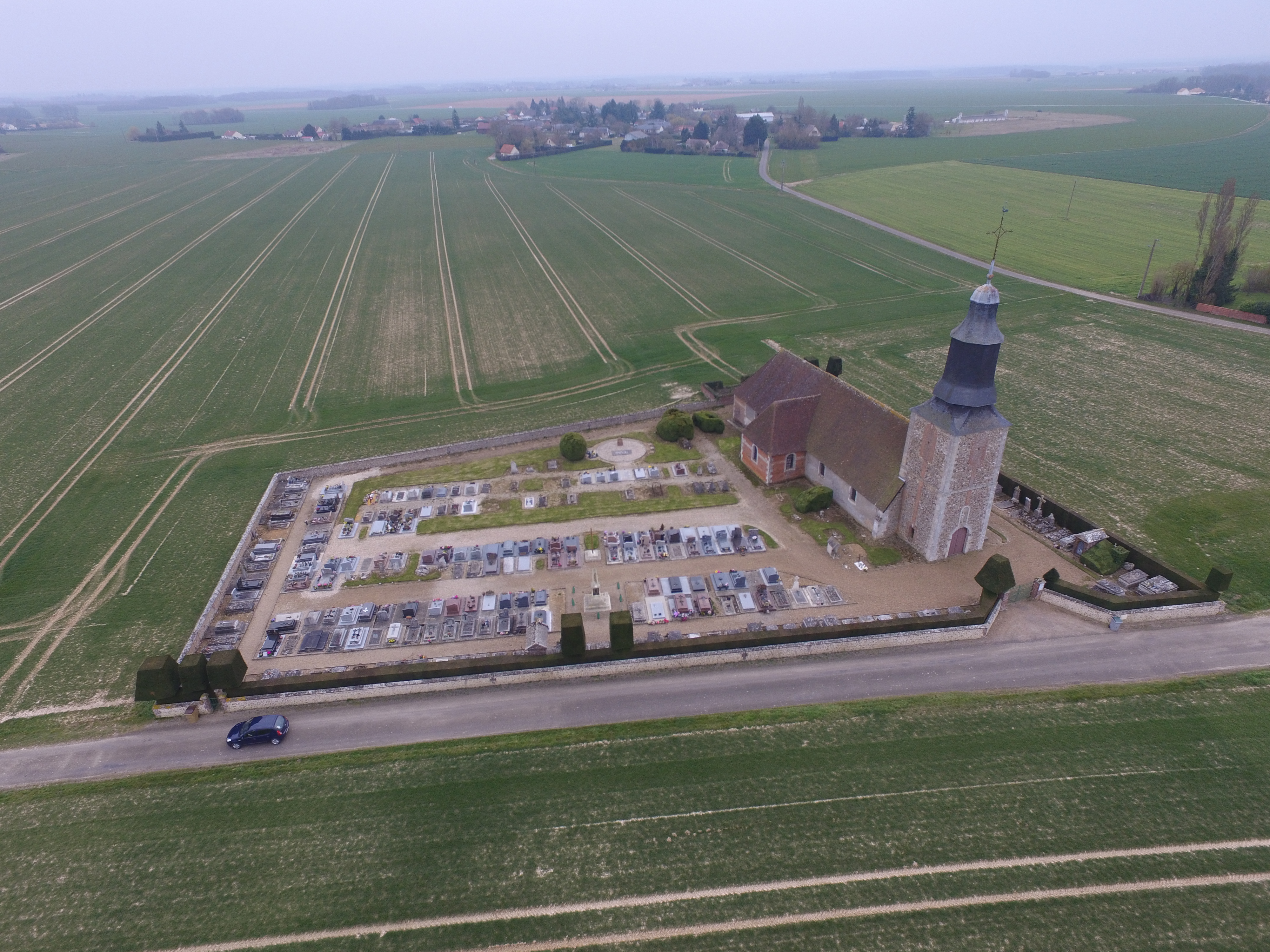
Les Essarts.
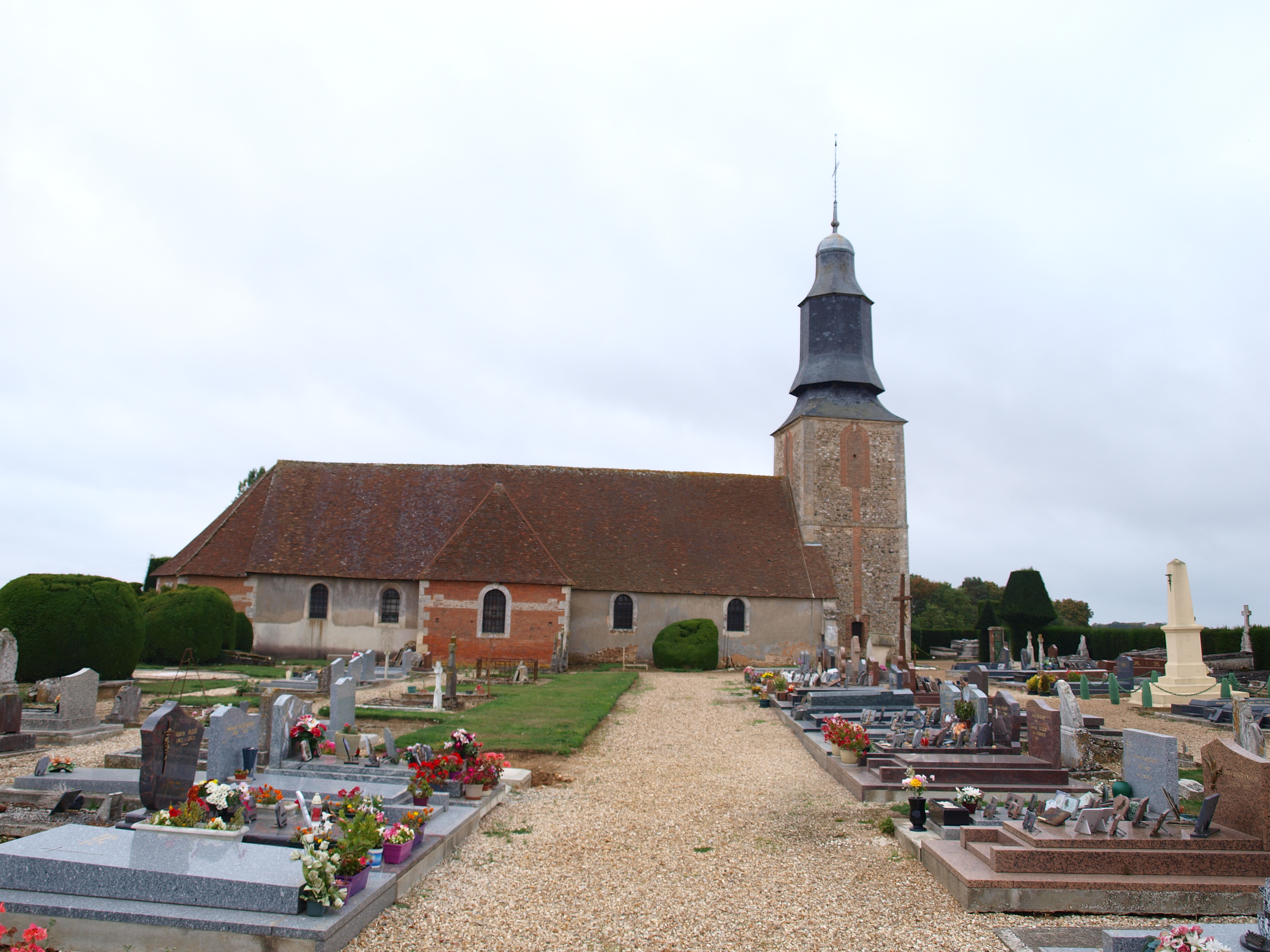
Les Essarts
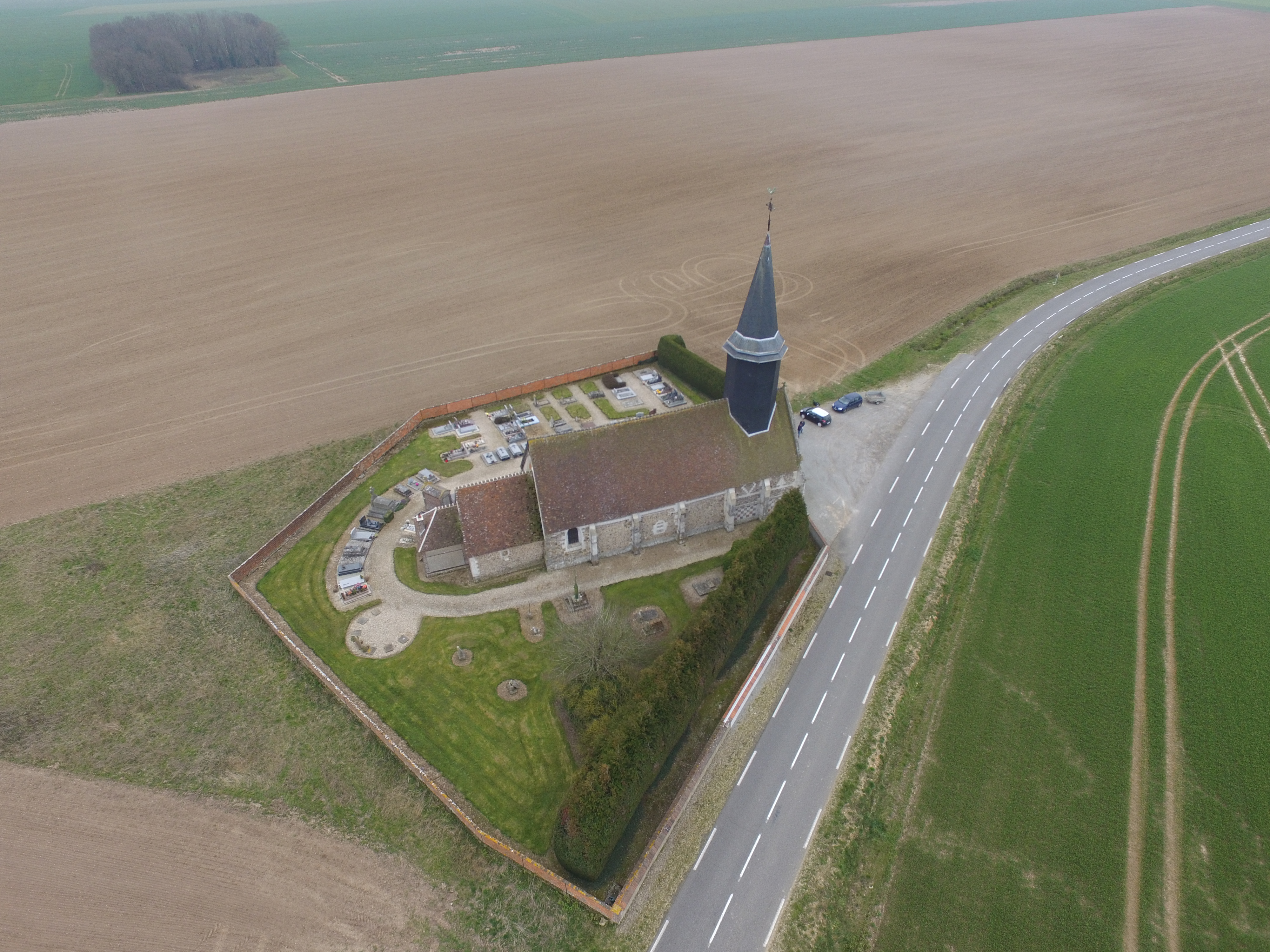
Saint-Denis -du-Béhélan

- Monuments aux morts des anciennes communes.

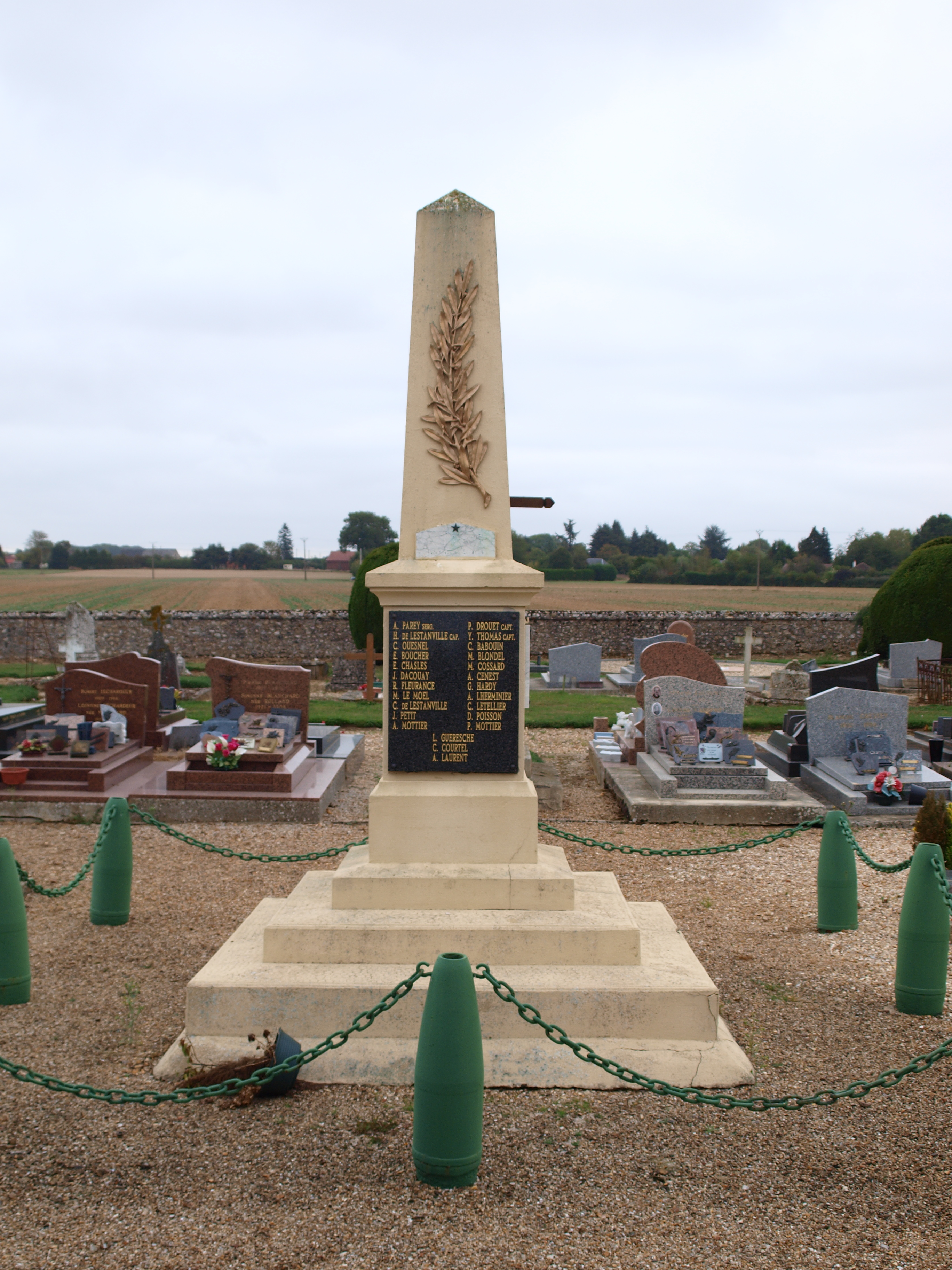
Les Essarts
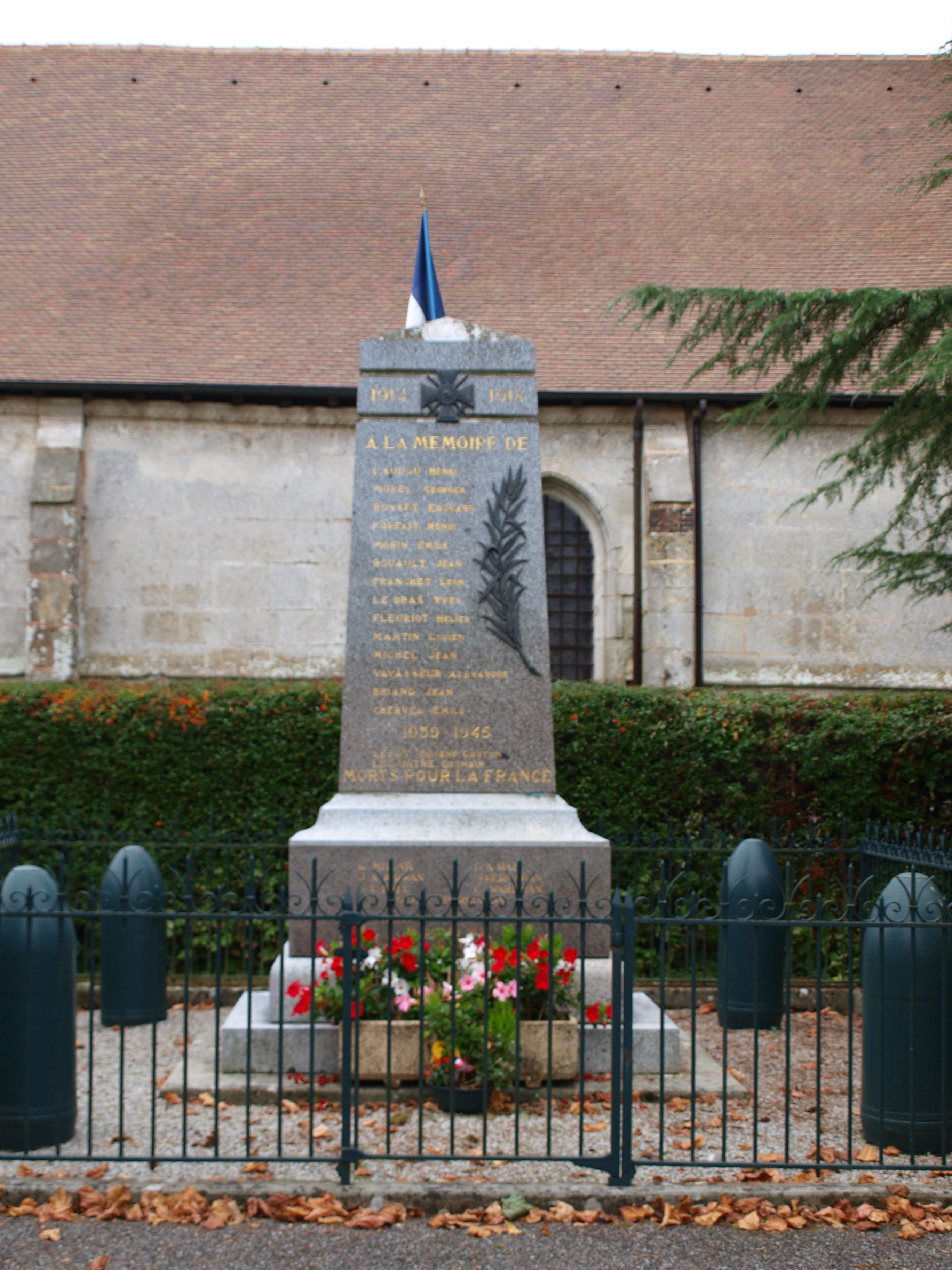
Le Chesne